# 米英戦争の戦闘一覧
米英戦争の戦闘一覧（べいえいせんそうのせんとういちらん、英: List of War of 1812 Battles）は1812年6月18日から1815年2月18日までアメリカ合衆国とイギリスの間に発生した米英戦争の戦闘一覧である。年の順に戦線毎に並べた。

## 米英戦争の戦域と戦線
米英戦争は北アメリカ大陸の大きく4つの戦域で戦われた。すなわち大西洋岸、カナダ＝アメリカ合衆国国境（主に五大湖周辺）、メキシコ湾岸、およびアメリカ合衆国西部（現在の中西部）である。これら大陸での戦闘に加えて、海上の主に大西洋で艦船同士の戦闘も多くあった。
カナダ＝アメリカ合衆国国境での戦闘は、旧北西部領土（デトロイト川に隣接するオンタリオ州南西部を含む）、ナイアガラの前線（アッパー・カナダ、ニューヨーク州、ペンシルベニア州に隣接するエリー湖とオンタリオ湖岸線付近を含む）、およびセントローレンス川（ローワー・カナダとニューヨーク州の一部を含む）の3地区に分けることができる。

## 戦闘の一覧

### 1812年

#### 旧北西部領土
- カユホガ・パケットの捕獲（7月2日）: デトロイト川でアメリカの商船スクーナーのカユホガ・パケットをイギリス軍が捕獲。アメリカ軍ウィリアム・ハル准将に関わる貴重な情報の詰まった公式文書を積んでいた。ハルはまだ宣戦布告（6月18日）されたことを知らず、カユホガ・パケットを出港させていた
- ミチリマキノー島の占領（7月17日）: イギリス軍がミチリマキノー島のマキノー砦を無血占領。イギリス軍は少数の正規兵、約200名の毛皮交易業者、およびチッペワ族、メノミニー族、オタワ族、スー族、ウィネベイゴ族インディアンの戦士約400名に過ぎなかった。アメリカ軍は1発の銃弾も放つことが無かった

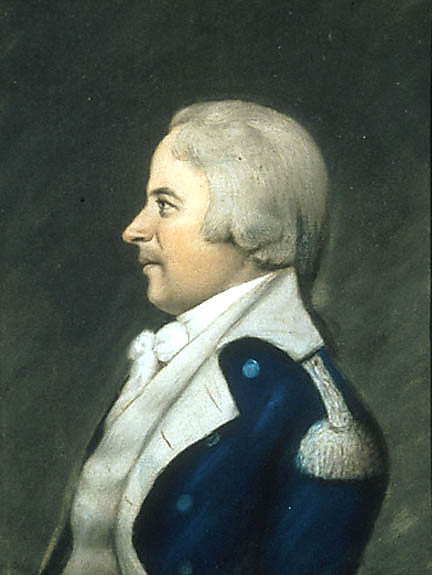
ウィリアム・ハル

- ウィリアム・ハルのデトロイト川方面作戦（5月-8月）: ウィリアム・ハル准将によるデトロイト川を渡ってアッパー・カナダを侵略する試み。7月12日に川を首尾良く渡った後、アマーストバーグ砦の勢力で劣るイギリス軍に攻撃を掛けることもなく、イギリス軍のアイザック・ブロック少将指揮下の援軍が今にも到着すると知ると、デトロイトまで退却した
- ミシガン準州ブラウンズタウンでの小競り合い（8月5日）: テクムセ指揮下のインディアン戦士25名を含む小部隊が、ワイアンドット族の小さな村（デトロイトの南約20マイル (32 km)、現在のジブラルタル近く） で、200名のオハイオ民兵隊を待ち伏せ勝利した。オハイオ民兵隊はフレンチタウン（現在のモンロー近く）からデトロイトまで輜重隊を護衛していく途中だった
- ミシガン準州マグアガでの小競り合い（8月9日）: この戦争でアメリカ軍が初めてその陣地を守った陸戦。フレンチタウンからデトロイトまでの供給線を再開させるために、マグアガ（現在のワイアンドットに近いワイアンドット族集落）に派遣されたアメリカ軍分遣隊が、イギリス軍に待ち伏せされた。イギリス軍は正規兵と、テクムセ指揮下のインディアン戦士が入っていた。
- イリノイ準州ディアボーン砦の虐殺（8月15日）: ハル准将がイギリス軍によってマキナック砦が占領されたことを知った後、その命令でディアボーン砦（現在のシカゴにあった）守備隊が砦を出て、インディアナ準州ウェイン砦に向かったときに、ポタワトミ族とメノミニー族インディアン戦士に襲われ虐殺された。ディアボーン砦から南に約1.5マイル (2.4 km) しか進んでいなかった
- ミシガン準州デトロイトの占領（8月16日）: ハル准将が戦わずしてデトロイト砦もろとも降伏した。実際にはアイザック・ブロック少将の指揮する部隊よりも多くの戦力を持っていた。アメリカ軍に衝撃を与え、屈辱的な大敗となった
- インディアナ準州ピジョンルーストでの虐殺（9月3日）: 現在のインディアナポリス市から約100マイル (160 km) 南にあった小さな開拓地を、キカプー族戦士が襲った
- インディアナ準州ハリソン砦の包囲（9月3日-16日）: この戦争で陸上ではアメリカ軍初の勝利。ザカリー・テイラー大尉指揮下の約60名の将兵が守る砦（現在のインディアナ州テレホートのすぐ北、ウォバッシュ川沿い）が、インディアナ準州プロフェッツタウンから来たキカプー族、マイアミ族、ポタワトミ族、ショーニー族、ウィニベイゴ族戦士に攻撃された。ビンセンズからの救援隊が到着し、インディアンは撤退した
- インディアナ準州ウェイン砦の包囲（9月5日-12日）: オタワ族の約600人の戦士がウェイン砦に侵入し攻撃しようとしたが、成功しなかった。砦はインディアナ準州のモーミー川、セントジョセフ川、セントメアリー川の合流点にあった

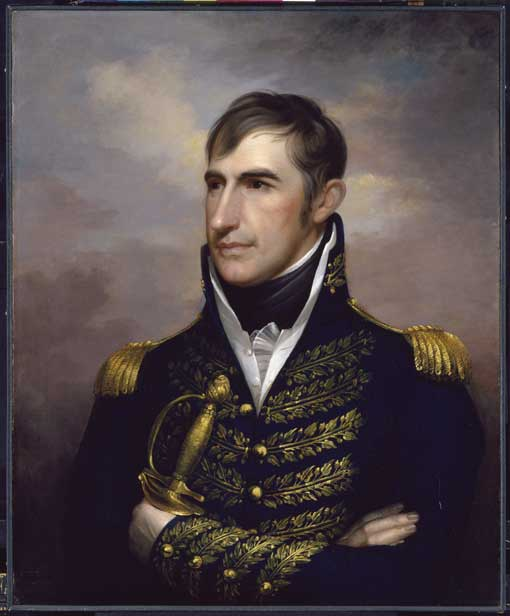
ウィリアム・ヘンリー・ハリソン

- ハリソンの北西部方面作戦（1812年9月17日-1813年10月）: デトロイトの前線でハル准将が軍隊の指揮官として大失態を犯した後、旧北西部領土を安定させデトロイトの奪還を目指した作戦。ウィリアム・ヘンリー・ハリソン（1812年8月に准将、1813年3月に少将）は、北西方面軍の指揮官に就く前から、オハイオ州北部で供給基地を設立し、イギリス軍と同盟するインディアンに脅かされていた砦を守るために歩兵部隊を派遣する動きを始めていた。1813年初期にはメグズ砦の建設を監督し、供給線を確保し、エリー湖でアメリカ海軍が勝利した後に、デトロイトを回復した。
- インディアナ準州プロフェッツタウンの破壊（11月19日）: 現在のインディアナ州ラファイエットの北、ティッピカヌー川とウォバッシュ川合流点近くにあったインディアン集落を、ウィリアム・ハリソン准将の命令で攻撃した。その場所は1811年11月にティッペカヌーの戦いが起こった場所だった。インディアン集落には誰もいなかった
- インディアナ準州ミシシニワ川沿いの戦闘（12月17日、18日）: 現在のインディアナ州マリオン近く、ミシシニワ川がウォバッシュ川に注ぐ地点で、デラウェア族とマイアミ族集落に対する遠征中におきた戦闘

#### ナイアガラの前線
- ニューヨーク州シャーロット、ジェネシー川河口に対するイギリス軍初の襲撃（10月1日）: イギリス軍ロイヤルジョージから上陸したイギリス軍部隊による襲撃。アメリカ商船レディマレーと1隻の小さなボートを捕獲。現地にいたアメリカ軍小部隊は抵抗しなかった
- アッパー・カナダのエリー砦でイギリス艦HMSカレドニアとHMSデトロイトの捕獲（10月9日）: ニューヨーク州バッファローから約100名のアメリカ軍がナイアガラ川を渡り、エリー砦に到着したばかりの海兵隊ブリッグ艦2隻を襲って捕獲した。カレドニアは川のアメリカ側にあるブラックロックまで無事に移動させたが、デトロイトはスコー島南端で座礁し、イギリス軍が取り返しに来る前に火を付けた

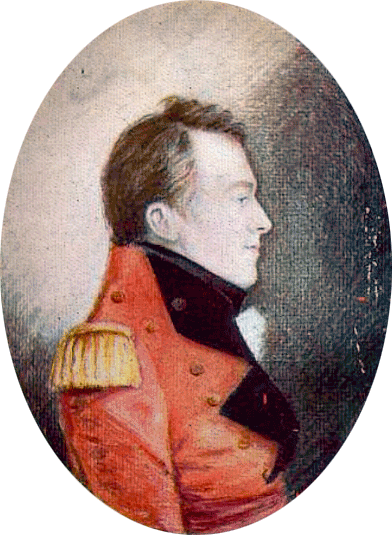
アイザック・ブロック

- クィーンストン・ハイツの戦い、アッパー・カナダ（11月13日）: スティーブン・ヴァン・レンセリア少将の率いたアメリカ軍がナイアガラ川の河口から7マイル (11 km)、西岸（カナダ側）のクィーンストンを占領しようとして大敗した。「アッパー・カナダの英雄」と言われたイギリス軍アイザック・ブロック少将が戦死した
- フレンチマンズクリークでの小競り合い、アッパー・カナダ（11月28日）: アッパー・カナダ侵略の前に、ナイアガラ川を渡る条件を整えるために行われたアメリカ軍の襲撃。その目標はレッドハウスの大砲を使えなくして、アメリカ軍の上陸を砲火に曝されることなく行えるようにすることと、イギリス軍援軍の移動を封じるためにフレンチマンズクリークに架かる橋を破壊することだった。最初の目的は達せられたが、橋の破壊はできなかった
- アレクサンダー・スミスによるアッパー・カナダ侵攻（11月28日-12月1日）: アメリカ軍アレクサンダー・スミス准将のお粗末な作戦と指揮によって生じた失敗。フレンチマンズクリークの戦いの直後と12月1日の2度、スミスはアッパー・カナダ侵略部隊を船に乗せて川を渡ろうとしたが失敗し、作戦そのものを中止した

#### セントローレンス川
- カールトン島での事件（6月26日）: アメリカの民間人1人と他の2人および1人の少年が、アッパー・カナダのキングストンの東約10マイル (16 km) にあるセントローレンス川上流のカールトン島で、イギリス軍ロイヤル古参兵大隊の軍曹1人と兵卒3名を捕虜にした異例の事件。この島は1794年にアメリカ合衆国に割譲されていた。この戦争で初の捕虜となった。
- ニューヨーク州サケッツ港に対する最初の攻撃（7月19日）: イギリス海軍が、オンタリオ湖東端にある小さな港で、アメリカ海軍の基地があったサケッツ港を攻撃したが、失敗した
- アメリカ軍ジュリア対モリア伯爵とグロスター侯爵の戦い、セントローレンス川（7月31日）: アメリカ軍の小さなスクーナージュリアと、それより大きなイギリス軍艦船2隻が交戦し、引き分けに終わった戦い。イギリス軍艦船はニューヨーク州オグデンズバーグに係留されていたアメリカのスクーナー6隻を攻撃に向かっていた。エリザベスタウン沖で3時間交戦した後、イギリス軍艦船は攻撃を中断し、ジュリアはオグデンズバーグに戻った
- トゥイサント島での小競り合い、セントローレンス川（9月16日）: オグデンズバーグのアメリカ軍小部隊が、セントローレンス川を遡ってくる平底船40隻のイギリス軍輸送船団を阻止しようとして失敗した試み
- アッパー・カナダのガナノクエへの襲撃（9月21日）: サケッツ港を進発したアメリカ軍部隊が、セントローレンス川下流、キングストンから約20マイル (32 km) のガナノクエにあったイギリス軍補給基地を襲撃して成功した
- ニューヨーク州オグデンズバーグへの最初の攻撃（10月4日）: イギリス軍によるオグデンズバーグに対する水陸両面からの攻撃。オグデンズバーグはセントローレンス川沿いに移動される物資の積み替え地点だった。イギリス軍はアメリカ軍の砲兵隊に撃退された
- アクウィサスネとフレンチミルズでの小競り合い（10月23日-11月23日）: セントローレンス川に跨るインディアンの集落アクウィサスネのイギリス軍基地を、ニューヨーク州民兵隊が一時的に占領した。そこは現在のオンタリオ州、ケベック州、ニューヨーク州の州境が交わる所にある。その1か月後、セントローレンス川を遡って物資を運んでいたイギリス軍小部隊が、その基地と近くのアメリカ軍基地フレンチミルズを奪取した
- ローワー・カナダのラコールでの小競り合い（11月20日）: ニューヨーク州境から約5マイル (8 km) 北にあるラコール川沿いの小村ラコールでの小競り合い。その結果が曖昧なまま、アメリカ軍はシャンプレーンまで引き返し、ヘンリー・ディアボーン少将はローワー・カナダ侵略の作戦を中止した。

#### アメリカ合衆国西部
- ミズーリ準州マディソン砦の包囲（9月5日-12日）: ミシシッピ川上流、現在のアイオワ州フォートマディソンにあった砦を、ソーク族とフォックス族インディアン戦士が占領しようとしたが失敗した

#### 海戦
- USSノーティラス対HMSシャノン（7月17日）: この戦争でイギリス軍が初めてアメリカの艦船を捕獲した。アメリカのブリッグ艦ノーティラスが、イギリスのフリゲート艦シャノンに追撃され、捕獲された。シャノンはHMSアフリカ、HMSイオリス、HMSベルビデア、HMSゲリエールとの5艦で構成される戦隊の1隻であり、ニュージャージー州沖を巡航していた

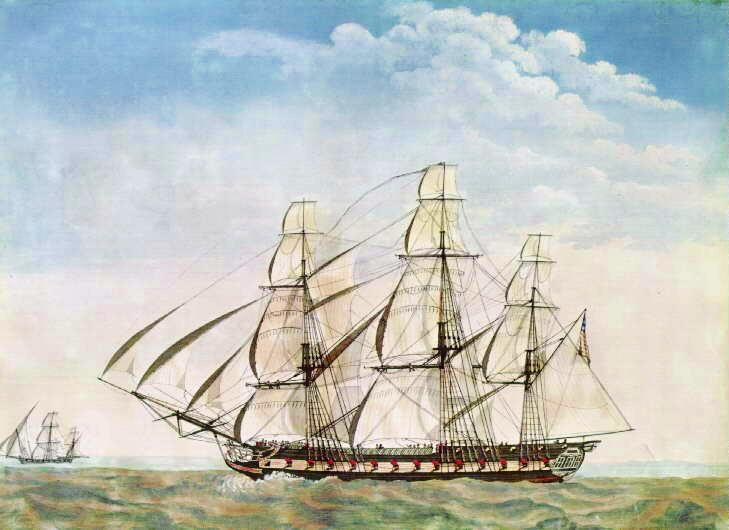
USSエセックス

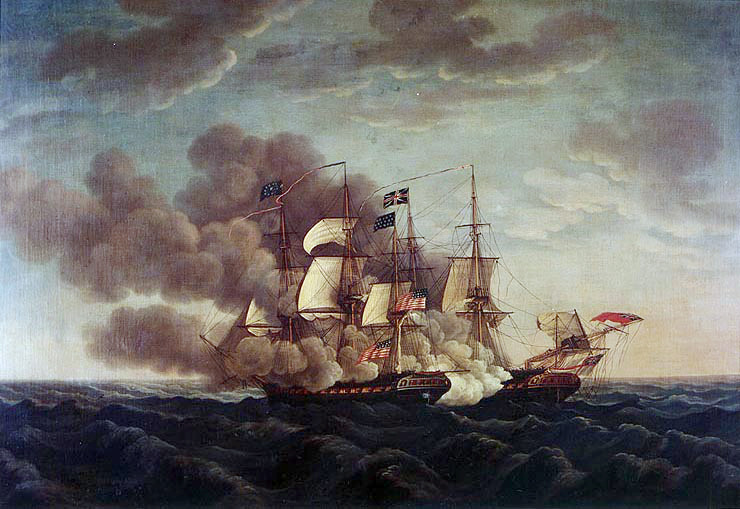
USSコンスティチューション対HMSゲリエール

- USSエセックス対HMSアラート: アゾレス島沖での海戦。イギリスのスループアラートが、アメリカのフリゲート艦エセックスと、僅か約8分間交戦しただけで降伏した
- USSコンスティチューション対HMSゲリエール（8月19日）: この戦争でアメリカ海軍による初のイギリス・フリゲート艦捕獲。ニューファンドランド島の南西約500マイル (800 km) で、3時間足らずの交戦を行った後、イギリスのフリゲート艦ゲリエールが、アメリカ海軍のフリゲート艦コンスティチューションに降伏した
- USSワスプ対HMSフロリック（10月18日）: バミューダの北約300マイル (480 km) で交戦し、両艦とも大きな損傷を受けた。アメリカのスループ艦ワスプの部隊が乗り移った時に、イギリスのスループ艦フロリックが降伏した。その日の後で、乗組員が両艦の修繕を行っている間に、HMSポイクティアーズが接近してワスプを捕獲し、フロリックを取り戻した
- USSユナイテッドステイツ対HMSマケドニアン（10月25日）: カナリア諸島の西約500マイル(800 km) で、2時間に及ぶ交戦の後、イギリスのフリゲート艦マケドニアンが、アメリカのフリゲート艦ユナイテッドステイツに降伏した。ユナイテッドステイツは単独巡航中だった。マケドニアンはコネチカット州ニューロンドンまで曳航され、アメリカ海軍に買い上げられた。
- USSビクセン対HMSサウサンプトン（11月22日）: フロリダ州セントオーガスティンの東約90マイル (144 km) で、イギリスのフリゲート艦サウサンプトンがアメリカのブリッグ艦ビクセンを追跡し、最後は捕獲した。その降伏の後始末を付けられないまま数日間悪天候が続いた。11月27日には両艦ともコンセプション島に近い浅瀬で座礁した。乗組員は救助されジャマイカ島に連れて行かれた
- USSコンスティチューション対HMSジャバ（12月29日）: ブラジル海岸沖での2時間半の交戦後、イギリス海軍の大砲38門搭載5等級艦ジャバが大きな損傷を受け、艦長が自沈を命じた

### 1813年

#### 大西洋岸
- ウォーレンのチェサピーク湾方面作戦（1813年3月-9月）: イギリス海軍ジョン・ウォーレン提督が指揮した海軍の主要作戦。チェサピーク湾の封鎖、アメリカの勢力に関する情報収集、USSコンスティチューションの破壊、チェサピーク湾内の交易の妨害、イギリス軍に有益なアメリカ艦船と物資の捕獲を目指し、最終的に海上封鎖をデラウェア湾からロングアイランドに広げることを目標としていた。ウォーレンは上級指揮官に留まっていたが、作戦の多くはアレクサンダー・コクラン海軍中将の指揮する艦船によって行われた。コクランは、海岸に上陸して抵抗した村や町で民間人の資産を破壊するような攻撃的な行動を採ったので、アメリカ人に大いに憎まれた。
- バージニア州ラッパハノック川の戦い（4月3日）: イギリス海軍によるラッパハノック川を遡った襲撃。ラッパハノック川はハンプトンからチェサピーク湾を北に40マイル (64 km) 上流で湾に注いでいる。アメリカの船舶14隻を捕獲または破壊した
- メリーランド州フレンチタウンの襲撃（4月29日）: ウォーレンのチェサピーク湾方面作戦の間にイギリス軍上陸部隊が行った襲撃。ボルチモアとフィラデルフィアの間の道路沿い、エルク川の約15マイル (24 km) 上流にあった小さな集落を襲った
- メリーランド州ヘイバー・ド・グレイスとプリンシピオ製鉄所への襲撃（5月3日）: ジョージ・コックバーン海軍少将の指揮で、ボートの船隊によって行われた襲撃。メリーランド州民兵隊がヘイバー・ド・グレイスでの上陸に抵抗すると、イギリス海兵隊が家屋を焼いて略奪し、倉庫を燃やし、家畜を奪ったり殺したりした。プリンシピオ製鉄所では、製造していた多くの銃や作品を破壊した
- メリーランド州ジョージタウンとフレデリックタウンへの襲撃（5月6日）: HMSモホークから上陸した部隊による、チェサピーク湾の北東隅に流れ込むササフラス川沿い2村への襲撃。人の住んでいない家屋を破壊し、スクーナー4隻、砂糖倉庫、木材および皮革を破壊した
- バージニア州クラニー島への攻撃（6月22日）: エリザベス川河口の島を守っていたアメリカ軍小部隊に、上陸したイギリス軍部隊が勝てなかった。このことで港湾都市ノーフォーク占領を目指していたイギリス軍のもくろみを狂わせ、アメリカ軍にとって重要な勝利となった
- バージニア州ハンプトンの占領（6月25日-26日）: イギリス軍がクラニー島占領に失敗した後、ハンプトンを占領した。町を1日占領している間に、イギリス軍は銃、弾薬、荷車、馬、家畜や食料を取り上げ、さらに略奪、破壊、強姦、殺人を犯したと報告されている。イギリス軍の損失は戦死5名、負傷33名、不明10名だった[1]
- ノースカロライナ州オクラコーク入江への襲撃（7月12日-16日）:  イギリス海軍が、ノースカロライナ州海岸沖のアウターバンクスを抜けるための水路、オクラコーク入江を通ってパムリコ湾に入り、作戦を実行した。この水路はイギリス軍がチェサピーク湾を封鎖している時の、アメリカ商船が使う経路だった。この襲撃で多くのアメリカ船舶を捕獲し、オクラコークとポーツマスの村から物資と家畜を押収した

#### 旧北西部領土
- ミシガン準州第一次フレンチタウンの戦い（1月18日）: モーミー川沿いの冬季宿営地（現在のオハイオ州トレド近く）からウィリアム・ハリソン准将が派遣したアメリカ軍分遣隊が、フレンチタウンからカナダ民兵隊とポタワトミ族およびワイアンドット族戦士からなるイギリス軍を追い出した。フレンチタウンはデトロイトの南約25マイル (40 km) のレーズン川河口にある集落だった（現在のミシガン州モンロー近く）
- ミシガン準州第二次フレンチタウンの戦い（1月22日）: イギリス軍の正規兵、民兵インディアン戦士からなる部隊がアメリカ軍部隊に夜明け前の急襲を掛けた。数時間の激しい戦闘の後、アメリカ軍部隊全体の降伏が受け入れられた。翌朝負傷してマルデン砦に搬送させるのを待っていた多くのアメリカ兵が虐殺されたという証言に拠り、レーズン川虐殺と呼ばれるようになった。この敗北によりハリソン准将はデトロイトを奪還するための冬の作戦を中止することになった
- オハイオ州メグズ砦の包囲戦（5月1日-9日）: イギリス軍正規兵、民兵、およびテクムセが指揮する1,000名を超えるインディアン戦士からなるイギリス軍部隊がモーミー川河口（現在のオハイオ州ペリーズバーグ近く）から約12マイル (19 km) の早瀬に築いたばかりの砦を奪おうとして失敗した
- オハイオ州メグズ砦の包囲（7月21日-28日）: イギリス軍により2回目のメグズ砦包囲戦。このときはテクムセ指揮下にフォックス族、メノミニー族、オジブウェ族、オタワ族、サック族、スー族、ウィニベイゴ族の戦士300名以上を集めたが、失敗した
- オハイオ州ボールの戦い（7月30日）: イギリス軍に忠実なインディアン部隊と、スティーブンソン砦に向かっていたアメリカ軍（ジェイムズ・V・ボール少佐指揮下のペンシルベニア志願兵部隊を含む）との間に起きた戦闘。スティーブンソン砦からは南に約8マイル (13 km)、メグズ砦からは南東に35マイル (56 km) にあるセネカ砦近くでおきた
- オハイオ州スティーブンソン砦に対する攻撃（8月2日）: イギリス軍がスティーブンソン砦を占領しようとしたが、失敗した。砦は現在のオハイオ州フレモント近く、サンダスキー川沿いにあった

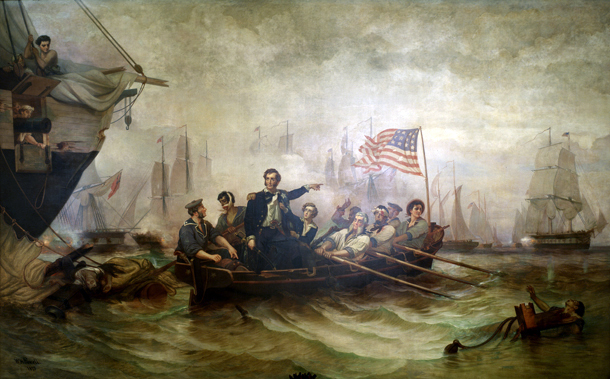
エリー湖の湖上戦

- オハイオ州プット・イン・ベイの戦い（9月10日）: エリー湖の湖上戦とも呼ばれる画期的な結果を生んだ海戦。オリバー・ハザード・ペリー海軍大佐が指揮するアメリカ戦隊が、ロバート・ヘリオット・バークレイ海軍中佐の指揮するイギリス戦隊を破った。アメリカはエリー湖の支配権を確立した。ローワー・カナダ南西部の供給線を遮断されたイギリス軍は、デトロイトとアマーストバーグ砦を放棄し、東のナイアガラ半島への撤退を強いられた

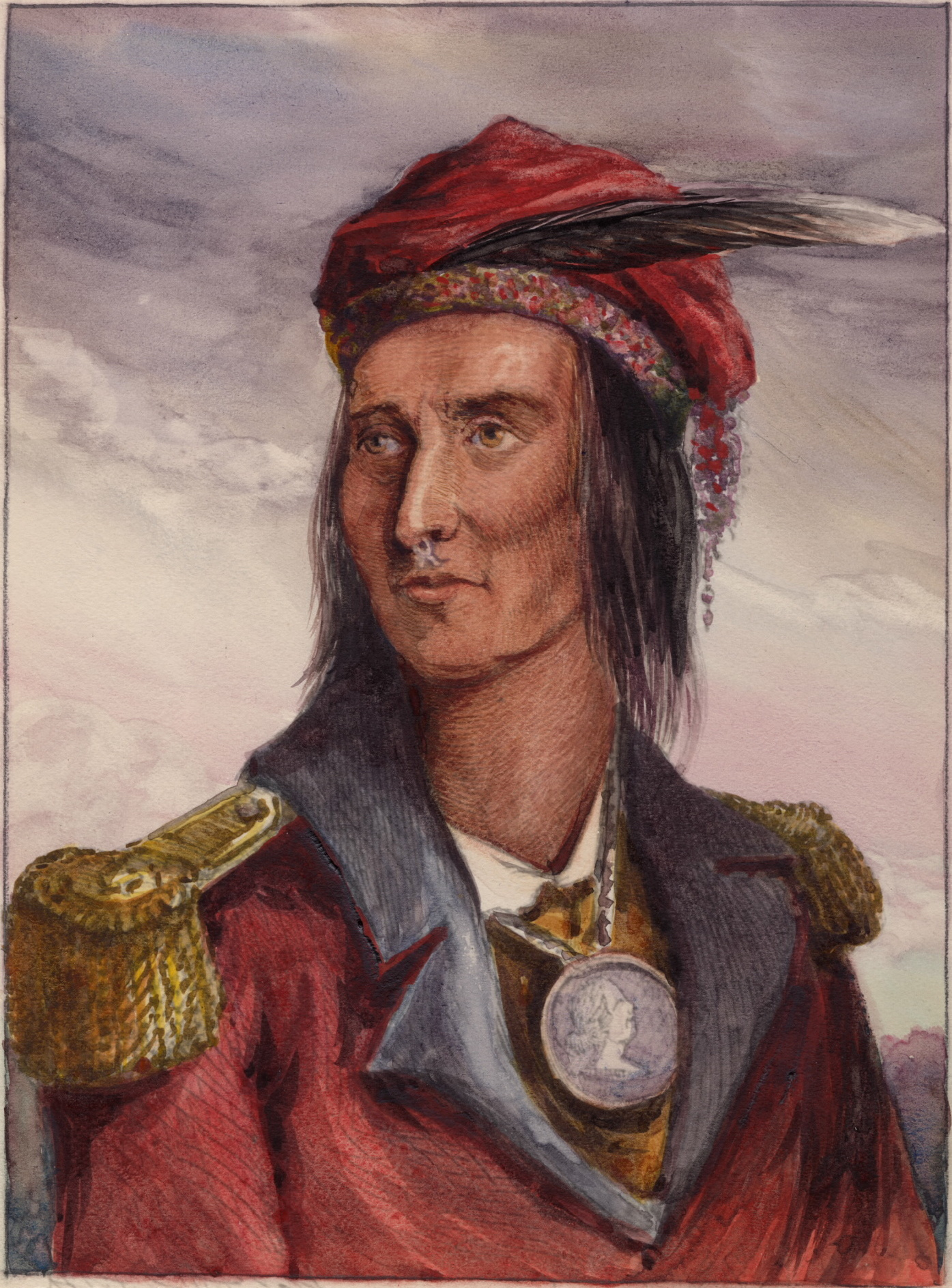
テクムセ

- アッパー・カナダのモラビアンタウンの戦い（10月5日）: 現在のオンタリオ州チャタムに近い、テムズ川沿いの村落モラビアンタウンで、アメリカ軍が決定的な勝利を挙げた。イギリス軍はデトロイトとアマーストバーグ砦からの撤退途中にあった。テムズの戦いと呼ばれる。この戦闘で、テクムセが戦死し、テクムセが構成した連邦に忠実だったワイアンドット族酋長ラウンドヘッドも戦死した
- アッパー・カナダ、マクレイの農園での小競り合い（12月15日）: モラビアンタウンの南西約25マイル (40 km) で、イギリス軍がアメリカ軍の小部隊に勝利した

#### ナイアガラの前線
- アッパー・カナダのヨークでの戦い（4月27日）: サケッツ港から派遣されたアメリカ軍水陸協働部隊によるヨーク砦と隣接するヨーク（現在のトロント）の町の比較的容易な占領。アメリカ軍全軍は5月8日までに引き揚げたが、町の大半と植民地議会の建物を略奪し燃やした。後にイギリス軍がアメリカのワシントンD.C.を襲撃して大統領官邸や国会議事堂を燃やしたのは、このヨークでのアメリカ軍の行動に対する報復だった
- アッパー・カナダのジョージ砦での戦い（5月27日）: オンタリオ湖岸ではイギリス軍の最も西にあり、ナイアガラ川河口の砦、ジョージ砦に対し、ナイアガラ川のアメリカ側にあったナイアガラ砦から川を渡った水陸協働部隊の攻撃で占領した
- アッパー・カナダのストーニー・クリーク沿いの戦い（6月6日）: ジョージ砦からは西に約40マイル (64 km)、オンタリオ湖西端に流れ込むストーニー・クリーク河口で宿営していたアメリカ軍に、イギリス軍が夜襲を掛けて勝利した。この敗北により、ジョージ砦のアメリカ軍はアッパー・カナダ深く侵攻する作戦を中止した
- ニューヨーク州シャーロットに対する2度目の襲撃（6月15日）: ジェネシー川河口にあるシャーロットに対し、イギリス軍ジェイムズ・ヨー海軍代将の戦隊から上陸した部隊が、500樽の小麦粉と、200ブッシェル (5,440 kg) のトウモロコシを積んでいた船を抵抗されることなく押収した。
- アッパー・カナダのビーバー・ダムズでの戦闘（6月24日）: イギリス軍士官が指揮し、インディアン6ないし7部族の戦士によるアメリカ軍部隊の待ち伏せが成功した。アメリカ軍部隊はジョージ砦からビーバー・ダムズ近くのイギリス軍基地を攻撃に向かっている途中だった
- アッパー・カナダ、ジョージ砦の封鎖（7月1日-10月9日）: ストーニー・クリークとビーバー・ダムズで勝利したイギリス軍がジョージ砦を奪還しようとした。この期間に多くの小戦闘（ポール・プロパティなど）と襲撃（ブラックロックなど）が起きた。この封鎖は、カナダ＝アメリカ合衆国国境沿いの他所での展開に対応するために中止された。特に10月に始まったウィルキンソンのセントローレンス川方面作戦や、10月5日のアッパー・カナダ、モラビアンタウンでのイギリス軍の敗北（テムズの戦い）が影響した
- ニューヨーク州シュロッサー砦に対する襲撃（7月5日）: イギリス軍がナイアガラ川を渡り、シュロッサー砦を襲撃して成功した。この時に野砲、武器弾薬、砲艦1隻、平底船2隻、食料と土木工作の道具を捕獲し、多くの船を沈めた
- アッパー・カナダのボール・プロパティでの小競り合い（7月8日-9月6日）、: アッパー・カナダのナイアガラ西で起こった一連の小競り合い。ジョージ砦封鎖中だった
- ニューヨーク州ブラックロックへの襲撃（7月11日）: イギリス軍がジョージ砦封鎖を開始した直後に、ニューヨーク州ブラックロックを襲撃した。襲撃は初めは成功したが、撤退中に大きな損失を出した
- アッパー・カナダのヨーク襲撃（7月31日、8月1日）: アメリカ軍が水陸協働でヨークに侵入し、アメリカ人捕虜を幾らか解放し、軍需物資や多くの平底船を押収した。町を去るときに、ジブラルタルポイントにあった建物群を焼いた。これは6月19日にニューヨーク州ソーダスがイギリス軍によって襲撃されたことの報復だった
- アメリカ海軍のスクーナー、ハミルトンとスカージの沈没（8月8日）: ハミルトンとスカージは激しい嵐の間に沈没した。この両艦はアイザック・ショーンシー海軍代将の戦隊に属し、イギリス海軍ジェイムズ・ヨー海軍代将の戦隊とオンタリオ湖での戦いに向かうところだった。そこはナイアガラ川近く、トウェルブマイル・クリークの北6マイル (10 km) だった。
- アッパー・カナダのナンティコーク・クリークでの小競り合い（11月13日）: ノーフォーク郡民兵の遠征隊がナンティコーク・クリーク周辺地域活動していたロイヤリスト略奪者を捕獲した。エリー砦の西約60マイル (96 km) のエリー湖近くだった
- アッパー・カナダのナイアガラ（ニューアーク）の焼き討ち（12月10日、11日）: ジョージ・マクルア准将指揮下のアメリカ軍小部隊によるニューアークの謂われの無い焼き討ち。ジョージ砦の指揮にあったマクルアは砦の防御が難しくなったと考え、砦を出てナイアガラ砦に移るときにニューアークの破壊を命じた
- ニューヨーク州ナイアガラ砦の占領（12月18日、19日）: ナイアガラ川河口にあったナイアガラ砦の小勢のアメリカ軍に対し、イギリス軍歩兵部隊が夜襲を掛け、比較的容易に占領した。ナイアガラ砦は戦争終了までイギリス軍が支配した。
- ニューヨーク州ブラックロックとバッファローへの襲撃（12月30日）: アッパー・カナダのナイアガラ町焼き討ちに対する報復として、イギリス軍はナイアガラ砦を占領した後、襲撃を行ってナイアガラの前線にいた全てのアメリカ軍を壊滅させた。この襲撃でその目標全てを達成し、少なくとも暫くの間はイギリス軍がナイアガラ川地域を完全に支配した

#### セントローレンス川
- アッパー・カナダのブロックビルに対する襲撃（2月7日）: イギリス軍の部隊が脱走兵を捕まえるためにブロックビルからセントローレンス川を渡ってニューヨーク州に入った後、オグデンズバーグに駐屯するアメリカ軍部隊がブロックビルを襲撃した
- ニューヨーク州オグデンズバーグに対する2回目の攻撃（2月22日）: アメリカ軍がセントローレンス川を使ったイギリス軍の物資の移動を妨害していたオグデンズバーグを、イギリス軍が攻撃して占領した
- ニューヨーク州サケッツ港に対する2回目の攻撃（5月29日）: イギリス海軍が水陸両面からサケッツ港を攻撃したが成果は上がらなかった。これはアメリカ軍がジョージ砦を砲撃していることに対し、関心を逸らさせる意図があった
- USSイーグルとUSSグロウラーの捕獲（6月3日）: シャンプレーン湖での密貿易を防止するためにリシュリュー川をパトロールしていたアメリカ海軍のスクーナーイーグルとグロウラーの2隻をイギリス軍が捕獲した。イギリス海軍はこれらをシャノンおよびブロークと改名し、シャンプレーン湖で就役させた
- ニューヨーク州ソーダスに対するイギリス軍の襲撃（6月19日）: ニューヨーク州オスウェゴの南西約30マイル (48 km) のソーダス湾近くで、ジェイムズ・ヨー海軍代将の戦隊からの上陸部隊が襲撃した。イギリス軍は物資を押収した
- ニューヨーク州クランベリー・クリークでの小競り合い（7月19日）: クランベリー・クリークを遡ってきたイギリス軍部隊と、セントローレンス川を遡って物資を輸送していたイギリスの平底船船団を攻撃して成功したアメリカ軍との小戦闘
- ニューヨーク州とバーモント州に対するマレーの襲撃（7月29日-8月4日）: イギリス軍がリシュリュー川やシャンプレーン湖沿いのアメリカ軍基地や町（シャンプレーンやプラッツバーグを含む）を襲撃し成功した。アメリカ海軍から捕獲して改名したシャノンとブロークを含むイギリス軍水上部隊が、ほとんど抵抗もなく、8隻の艦船を捕獲し、多くの公共資産を破壊し、有益な物資を押収した。イギリスはシャンプレーン湖を支配した
- アメリカ海軍スクーナー、ジュリアとグロウラーの捕獲（8月10日）: イギリス海軍ジェイムズ・ヨー海軍代将の戦隊とアメリカ海軍アイザック・ショーンシー海軍代将の戦隊がオンタリオ湖で交戦中に、アメリカ海軍のスクーナージュリアとグロウラーが本隊と分離し、イギリス海軍に捕まった。ヨーはこれらをコンフィアンスおよびハミルトンと改名した
- ローワー・カナダのオーデルタウンでの最初の小競り合い（9月30日）: 小戦闘。この後でアメリカ軍のウェイド・ハンプトン少将はリシュリュー川沿いにローワー・カナダを侵略する作戦を諦め、ニューヨーク州シャトーゲー川沿い上流のフォーコーナーズの村へ引き返した
- セントローレンス川でのウィルキンソンの方面作戦（10月-11月）: サケッツ港からジェイムズ・ウィルキンソン少将の指揮するアメリカ軍がセントローレンス川を下り、シャンプレーン湖からリシュリュー川を北に上ってくるウェイド・ハンプトン少将の部隊と組んで、モントリオールに迫る作戦の一部。ハンプトンがシャトーゲーの戦い後に前進を中止し、ウィルキンソン隊はクライスラー農園の戦いで敗北した後、作戦は打ち切られた
- ローワー・カナダのミシスコイへの襲撃（10月12日）: ローワー・カナダのミシスコイベイ（シャンプレーン湖北側の東盆地）にあるフィリップスバーグに対するハンプトン少将の命令による襲撃。襲撃の目的はバーモント州とローワー・カナダの間の密貿易を減らし、シャンプレーン湖からリシュリュー川を北に進んでいる自部隊から、イギリス軍の関心を逸らすことだった

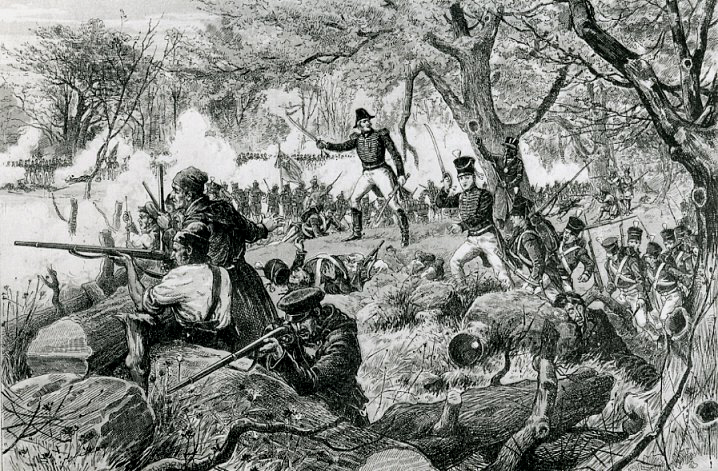
シャトーゲーの戦い

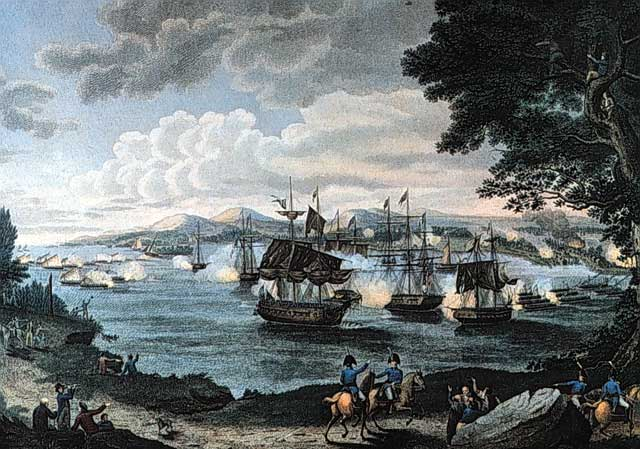
プラッツバーグの戦い

- ローワー・カナダのシャトーゲーでの戦闘（10月26日）: アメリカ軍がシャトーゲー川下流を守るイギリス軍を攻撃して失敗した。その後、ハンプトンはリシュリュー川沿いにカナダを侵略する作戦の中止を宣言し、ニューヨーク州プラッツバーグに戻った
- ニューヨーク州フレンチ・クリークでの小競り合い（11月1日、2日）: ジェイムズ・ウィルキンソン少将の部隊がサケッツ港からセントローレンス川を下ってモントリオールに迫っていたときに、その前衛の進行をイギリス軍が妨害し嫌がらせしようとしたが決着は付かなかった
- アッパー・カナダのフープルズ・クリークでの小競り合い（11月10日）: アッパー・カナダのロングソールト早瀬の下にあり、イギリス軍物資の揚陸と保管の地点だったコーンウォールに向かっていたウィルキンソン隊の前進を遅らせるために、イギリス軍が攻撃し成功した
- ローワー・カナダのクライスラー農園の戦い（11月11日）: コーンウォール近くでウィルキンソン隊の後衛にイギリス軍が圧倒的な勝利を挙げ、ウィルキンソンに作戦の中止を決心させた

#### 海戦
- USSバイパー対HMSナーシサス（1月17日）: 僚艦とはぐれてニューオーリンズに戻ろうとしていたアメリカ海軍のブリッグ艦バイパーを、イギリス海軍フリゲート艦ナーシサスが追撃し捕獲した。バイパーは重大な浸水を犯していた
- USSホーネット対HMSピーコック（2月24日）: ガイアナのダメララ川沖で、アメリカ海軍スループ艦ホーネットが、川に碇泊するイギリス海軍スループ艦エスピーゲルを視認した。一方イギリス海軍スループ艦ピーコックがホーネットに向かってきた。ピーコックから砲撃を開始し、1時間半の交戦の後で大きな損傷を受けて降伏し、乗組員を救出している間に沈んだ

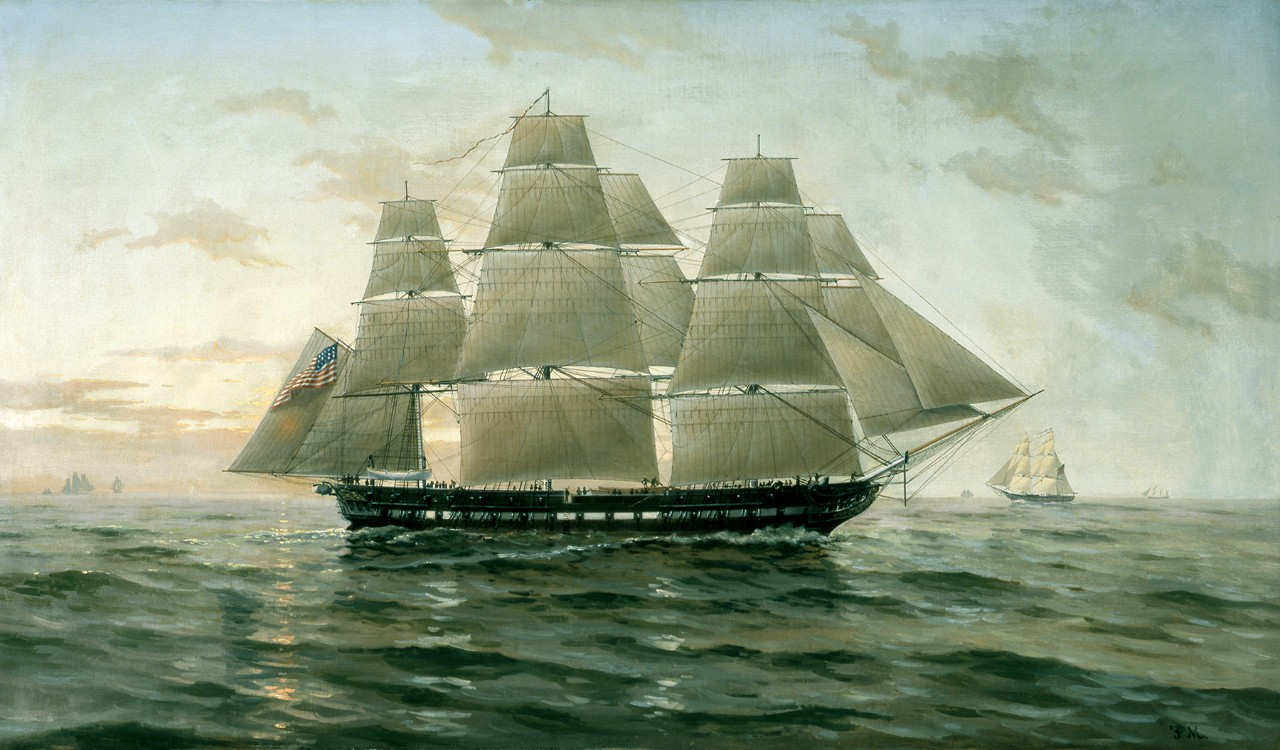
USSチェサピーク

- USSチェサピーク対HMSシャノン（6月1日）: ニューイングランド海岸沖のケープ・コッドとケープ・アンの間で起きた海戦。舷側を接近させて交戦した後、イギリス軍フィリップ・ブローク海軍大佐が1隊を引き連れて乗り移り、アメリカ海軍のチェサピークを降伏させた
- HMSジュノンに対する攻撃（6月20日）: バージニア州ノーフォークのエリザベス川下流で、ハンプトン・ローズ近くの浅い海域に碇泊していたイギリス海軍フリゲート艦ジュノンに対し、アメリカ海軍砲艦の戦隊が攻撃を仕掛けた。ジュノンの艦長はなんとか艦を動かし、1時間半に渡ってアメリカ海軍の攻撃をかわし、その後交戦を止めて引き分かれた
- デラウェア戦隊対HMSマーティン（7月29日）: 砲艦8隻、閉塞船2隻からなるデラウェア戦隊が、イギリス海軍スループ艦マーティンを攻撃した。マーティンはデラウェア川河口沖での封鎖任務中にケイプ・メイ近くの浅瀬で座礁していた。約2時間の交戦でアメリカ海軍は砲艦1隻を失い、交戦を止めた。マーティンは被害が少なく、その後離礁できた
- USSアーガス対HMSペリカン（8月14日）: ウェールズとアイルランドの間のセントジョージ海峡で、イギリス海軍ブリッグ艦ペリカンとアメリカ海軍スループ艦アーガスとの海戦。アーガスはイングランドの西海岸沖で船舶を攻撃していた。アーガスは大きな損傷を受け、降伏を強いられた
- USSエンタープライズ対HMSボクサー（9月5日）: メイン州海岸沖で1時間の海戦。アメリカ海軍ブリッグ艦エンタープライズがイギリス海軍スループ艦ボクサーに大きな損傷を与え、降伏させ、ポートランドまで曳航した。この海戦で両艦とも指揮官が戦死し、ポートランドで軍葬の礼で葬られた
- USSプレジデント対HMSハイフライアー（9月23日）: ニューイングランド沖での海戦。アメリカ海軍フリゲート艦プレジデントが、イギリス海軍スクーナー艦ハイフライアーを捕獲した
- USSビクセン対HMSベルビデラ（12月25日）: デラウェア州沖で、イギリス海軍フリゲート艦ベルビデラが、アメリカ海軍スクーナー艦ビクセンを2時間追跡し、捕獲した。ビクセンはアメリカ海軍が購入したばかりの艦であり、大砲、器具の装備、乗組員の乗艦のためにデラウェア州ニューキャッスルに向かっていた

#### メキシコ湾岸
- バーントコーンクリークの戦い（7月27日） : アメリカ軍が、ペンサコーラでイギリス軍から武器弾薬を購入し戻っていたクリーク族インディアンのレッドスティックス部隊を待ち伏せした。最初は成功したが、最後は追い払われた
- ミムズ砦虐殺（8月30日） : クリーク族インディアンのレッドスティックス部隊がミムズ砦を強襲し、民兵守備隊を破った
- タラスハッチーの戦い（11月3日） : ジョン・コフィー将軍が1,000名の竜騎兵部隊を率い、クリーク族のタラスハッチー集落を襲い、大勝利を挙げた
- タラデガの戦い（11月9日） : アンドリュー・ジャクソンが、敵のクリーク族に包囲されていた、友好的クリーク族の町タラデガを開放した
- 第一次ヒラビー虐殺（11月11日） : ホワイト将軍（ジョン・コック少将の指揮下）がリトルオークファスキーとゲナルガのヒラビー・インディアン集落を焼き討ちした
- カヌーの戦闘（11月12日） : アラバマ川での戦闘。サミュエル・デール大尉の率いた70名の民兵が、多勢のクリーク族インディアンのレッドスティックス部隊を破り、カヌーで戦った新奇さもあって名声を得た
- 第二次ヒラビー虐殺（11月18日） : ホワイト将軍がヒラビー・インディアンの主要な集落を焼き討ちした
- オートシーの戦い（11月29日） : ジョージア州民兵950名と友好的インディアン400名を率いたフロイド将軍が、オートシーのインディアン町を攻撃した。約200人のインディアンが殺され、家屋400軒が焼かれた
- ナイアカ焼き討ち（12月17日） : デイビッド・アダムズ少将がアッパークリークの集落ナイアカを焼いた
- ホリーグラウンドの戦い - エコノチャカの戦いとも呼ばれる（12月23日） : クレイボーン将軍が、ほとんど退却していたエコノチャカのインディアン町を掃討した

### 1814年

#### 大西洋岸
- コクランのチェサピーク湾方面作戦（4月-9月）: イギリス海軍ジョージ・コックバーン海軍少将の作戦指揮の下、チェサピーク湾周辺でイギリス海軍が行った大々的な方面作戦。その中にはワシントンとボルチモアに対する攻撃が含まれている。コックバーンの上官がアレクサンダー・コクラン海軍中将であり、方面作戦全体の指揮を執った。コクランは断固とした反アメリカ感情の持ち主であり、海岸部にあるアメリカ人の町に対してコックバーンに大変攻撃的な手段を採らせただけでなく、奴隷達にイギリス軍に加わり軍隊に仕えるか、アメリカに対するイギリスの戦争遂行に参加するよう促す宣言も発した
- バージニア州ポンゴティーグ・クリークでの小競り合い（5月30日）: メリーランド州から南にバージニア州まで伸び、チェサピーク湾と大西洋を分けている半島で、ポンゴティーグ・クリークの崖上にありバージニア州民兵が駐屯するアメリカ軍砲台に対し、イギリス軍が水陸協働で攻撃し成功した
- メリーランド州シーダーポイントでの小競り合い（6月1日）: パタクセント川河口近くで、アメリカ戦隊と、ジョージ・コックバーン海軍少将の戦隊が会戦し引き分けた。両戦隊とも操船して位置の利点を取り、長射程から撃ち合った。艦船に被害が及ぶ前に、アメリカ戦隊が引き揚げた
- メリーランド州セントレナーズ・クリークでの小競り合い（6月8日-26日）: ジョージ・コックバーン海軍少将の戦隊が始めた一連の戦闘。アメリカ戦隊はパタクセント川に注ぐセントレナーズ・クリークの河口から約7マイル (11 km) に後退した。アメリカ戦隊はクリークに閉じこめられた状態となり、イギリス軍はパタクセント川沿いで襲撃を行った。6月26日にアメリカ戦隊は封鎖を突破した
- メイン方面作戦（1814年7月-1815年4月）: メイン州海岸に対するイギリス海軍の作戦。大した抵抗も受けずにイーストポート、マチャイアス、カスティーン、バンゴーの各町を占領していった
- ポトマック川沿岸に対するゴードンの襲撃（8月17日-9月6日）: ジェイムズ・ゴードン海軍大佐が指揮するイギリス海軍戦隊による、ポトマック川を遡る遠征。ワシントン焼き討ちに繋がったパタクセント川を遡る遠征から注意を逸らす意図があった。ゴードンの襲撃はメリーランド州ワシントン砦のアメリカ軍を排除し、繁栄している港のアレクサンドリアを難なく占領し、多くの戦利品や物資を得ることができた
- メリーランド州ブラーデンスバーグの戦い（8月24日）: 5,000名に満たないイギリス軍が、7,000名近いアメリカ軍を潰走させるという、この戦争ではアメリカ軍にとって最悪の結果となり、首都ワシントンが無防備の状態になった
- ワシントンD.C.の焼き討ち（8月24日、25日）: チェサピーク湾にいたジョージ・コックバーン海軍少将の艦隊から4,000ないし5,000名の部隊が首都を占領した。この焼き討ちは1813年にアメリカ軍がヨークを焼き討ちし略奪したことの報復と一般に解釈されている。イギリス軍は国会議事堂、議会図書館、ホワイトハウス、財務省と陸軍省を収容していた建物を焼いたが、民間の建物は自ら火を付けたものが焼けただけだった
- メリーランド州ボルチモアへの攻撃（9月12日-15日）: 重要な港湾都市ボルチモアに対するイギリス軍の水陸協働の攻撃。マクヘンリー砦が艦砲射撃を受けたが、アメリカ軍は砦を守り、陸への侵入も撃退した
- メリーランド州ノースポイントの戦い（9月12日）: ボルチモア攻撃初期段階でのイギリス軍の戦術的勝利。約4,500名のイギリス正規軍が、ボルチモアから南東に10マイル (16 km)、ノースポイント半島の狭い部分で、3,000名のアメリカ民兵隊を破った。アメリカ軍は戦場では敗れたが、この戦闘で時間を稼ぎ、ボルチモア市前面の防御は固められた

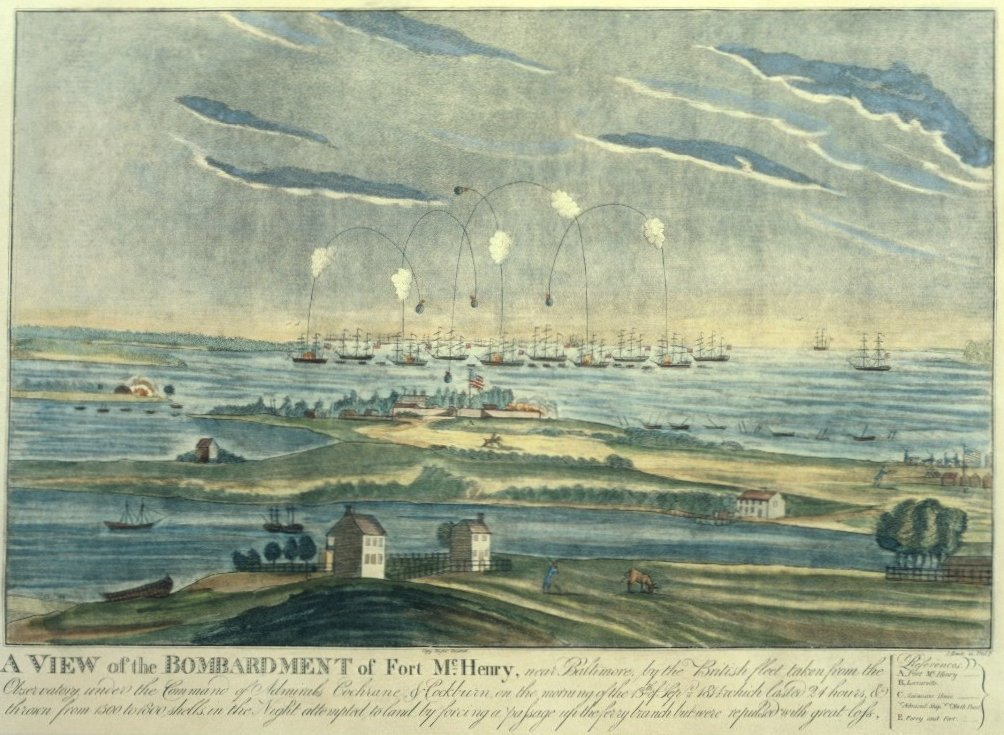
マクヘンリー砦に対する艦砲射撃

- メリーランド州マクヘンリー砦に対する艦砲射撃（9月13日、14日）: ボルチモア攻撃時にマクヘンリー砦を制圧しようとして失敗した戦闘。マクヘンリー砦はボルチモア港に入る艦船を塞ぐためのものだった。マクヘンリー砦が降伏しないことが明らかになると、イギリス軍の陸上攻撃が中止され、ノースポイントに上陸していた部隊も撤退した

#### 旧北西部領土
- アッパー・カナダのロングウッズでの小競り合い（3月4日）: デトロイトからのアメリカ軍騎馬隊が、アッパー・カナダのデラウェア基地から出撃したイギリス軍部隊に止められたが勝利した。オンタリオ湖の西端デトロイト川沿いのアマーストバーグとバーリントンとの中間で起きた
- アッパーレイクスに対するシンクレアの方面作戦（7月-8月）: デトロイト周辺地域からイギリス軍が撤退したことに伴い、アッパーレイクス支配を試みたアメリカ軍の作戦。イギリスの商船3隻を捕獲し、放棄されていたイギリス軍のセントジョゼフ島砦を破壊し、セントメアリー川沿いにあった交易基地を襲撃した事以外、大した成果は無かった。ミチリマキノー砦の奪還には失敗し、帰り道でスクーナー2隻を失った。
- アッパー・カナダのセントメアリー川襲撃（7月23日-26日）: スペリオル湖とヒューロン湖を繋ぐセントメアリー川沿いで、アーサー・シンクレア海軍大佐の戦隊の一部が行った襲撃。毛皮交易基地1か所を占領し、建物を破壊し、急流の上手でイギリスのスクーナーパーセビアランスを捕獲した。このスクーナーは急流を通ろうとして損傷を受けていたので、燃やされた
- マキノー島への強襲（8月4日）: アッパーレイクスに対するアーサー・シンクレア海軍大佐の方面作戦中で、マキノー島を奪還しようとして失敗した
- HMSナンシーの破壊（8月13日）: ジョージア湾に注ぐノッタワサガ川河口から2マイル (3 km) で、イギリスの商船ナンシーを破壊した。アーサー・シンクレア海軍大佐戦隊から、榴弾砲2門を持って上陸した部隊が遂行した
- アメリカのスクーナー、タイグレスとスコーピオンの捕獲（9月3日）: ロイヤル・ニューファンドランド・フェンシブルの小さな分遣隊と数人の水夫が、ドラモンド島近くでアメリカのスクーナータイグレスとスコーピオンを捕獲した大胆な作戦。タイグレスにはカヌーと平底船で接近した部隊が乗り込んだ。スコーピオンはその数日後にタイグレスの部隊が乗り移って捕獲した
- アッパー・カナダのマルコームズミルズでの小競り合い（11月6日）: テムズ・バレー上流で、カナダ民兵隊と、ダンカン・マッカーサー准将が率いたアメリカ軍部隊が演じた小競り合い。決着は付かなかった。マッカーサーの当初の目的は、ナイアガラの前線にいるイギリス軍に物資を供給しているオンタリオ湖奥に近い町を襲撃することだった。マルコームズミルズでの戦闘後は、南に転じてエリー湖北岸の開拓地を襲撃し、デトロイトに戻った

#### ナイアガラの前線
- アッパー・カナダのポートドーバーへの襲撃（5月14日、15日）: アメリカ軍部隊によるエリー湖北岸の開拓地に対する襲撃。そこにはナイアガラ半島に駐屯するイギリス軍が使用する製粉所と物資倉庫があった。アメリカ軍部隊は撤退する前に製粉所、倉庫、民家に火を付けた。これは1813年12月にイギリス軍がブラックロックとバッファローを襲撃したことへの報復だった
- ナイアガラ川でのブラウンの方面作戦（7月-10月）: ナイアガラの前線では、アメリカ軍が最もうまく計画し実行した作戦。エリー砦とチッペワでの勝利に始まり、ランディズレーンでは激戦の末に引き分け、エリー砦に引き返して終わった
- アッパー・カナダのエリー砦占領（7月3日）: ジェイコブ・ブラウン少将によるナイアガラ川方面作戦の緒戦。エリー湖にナイアガラ川が注ぐ地点のカナダ側にあったエリー砦で、イギリス軍はあまり戦うこともなく降伏した
- アッパー・カナダのチッパワの戦い（7月5日）: チッパワ・クリークがナイアガラ川に注ぐ地点からそれほど遠くない所で、アメリカ軍部隊が数に勝るイギリス軍と戦って勝利した
- アッパー・カナダのセントデイビス焼き討ち（7月18日）: ニューヨーク州民兵隊の大隊が、クイーンストンハイツに近い村の住人から思いも掛けない激しい抵抗を受けた。そこはジェイコブ・ブラウン少将がチッパワの戦い後に占領しようとしていた場所だった。この戦闘を命令したブラウンは指揮官から解任された
- アッパー・カナダのランディーズ・レーンの戦い（7月25日）: 米英戦争の中でも流血の多かった戦闘。チッパワの戦いの戦場の北、ナイアガラの滝近くで起こった。この戦闘は引き分けたが、損失が大きかったためにアメリカ軍はエリー砦に引き返すことになり、ブラウンによるアッパー・カナダ侵攻作戦が終わった
- ニューヨーク州コンジョクタ・クリークでの小競り合い（8月3日）: ランディーズ・レーンの戦い後に、イギリス軍がブラックロックとバッファローにあるアメリカ軍物資と砲台を破壊しようとした戦い。ブラックロックに行く手前のコンジョクタ・クリークでイギリス軍が敗北し、作戦は失敗に終わった
- イギリスのブリッグ艦マグネットの破壊（8月15日）: イギリス海軍のジョージ・ホークスワース海軍大尉が乗艦のブリッグマグネットを慎重に航走させている時に、サケッツ港から出てきたアイザック・ショーンシー海軍代将の戦隊による捕獲を免れるために、ナイアガラ川河口から遠くないところで座礁させた。ホークスワースは軍法会議を避けて、アメリカ側に脱走した。
- アッパー・カナダのエリー砦包囲（8月5日-9月21日）: イギリス軍がエリー砦を奪還しようとした試み。ほとんど毎日の小競り合いと8月15日の襲撃失敗で挫折した
- アメリカのスクーナー、オハイオとサマーズの捕獲（8月12日）: ナイアガラを封鎖していたイギリス艦船から1隊のイギリス士官と水兵が出て、エリー砦の北にあるイギリス砲台を砲撃していたアメリカ軍のスクーナー、オハイオとサマーズを捕獲した
- アッパー・カナダのエリー砦に対する強襲（8月15日）: イギリス軍がアメリカ軍の占領するエリー砦を奪還しようとして失敗した。イギリス軍の作戦は複雑なものであり、まず砲撃に始まり、インディアン戦士からなる部隊の陽動攻撃が続き、南、西、北からの協調した夜襲が行われることになっていた。砦内部には予想より大勢のアメリカ軍が居り、統率も良く取られていた
- アッパー・カナダのエリー砦からの出撃（9月17日）: イギリス軍の強襲が失敗した後も、砦への砲撃を続けていた砲台に対するアメリカ軍の逆襲。この戦闘では両軍共に大きな損失を出した。戦闘から間もなく、イギリス軍は包囲を解いて、チッパワの陣地に退却した
- アッパー・カナダのクックスミルズでの小競り合い（10月19日）: ナイアガラ半島では最後の戦闘。ライアンズ・クリークの小戦闘とも呼ばれる。イギリス軍がエリー砦に対する包囲を解いた後、アメリカ軍がクックスミルズにあったイギリス軍の物資を破壊しようとした。穀物200ブッシェル (5,440 kg) を破壊するという、そこそこの成果になった

#### セントローレンス川
- ニューヨーク州サーモン川沿いの襲撃（2月14日-24日）: 2月初旬にジェイムズ・ウィルキンソン少将がフレンチミルズを明け渡した後、防御が無くなっていたアメリカ軍補給所をイギリス軍が襲撃した一連の行動。イギリス軍は、フレンチミルズ、マローン、コーナーズ砦、マドリード、ホプキントンの補給所から大量の物資を確保し、カナダに戻った
- ローワー・カナダのラコールでの2回目の戦闘（3月30日）: リシュリュー川をローワー・カナダへ侵略しようとしたアメリカ軍の試みを終わらせた、イギリス軍の決定的な勝利
- ニューヨーク州オスウィーゴに対する強襲（5月5日、6日）: ニューヨーク州内陸部とオンタリオ湖の間で特に大きな軍需品と装備の重要な出荷点だったオスウィーゴを、イギリス軍が水陸協働で攻撃して成功した。この襲撃中にあまり防御されていなかったオンタリオ砦も占領した
- バーモント州オッタークリークでの小競り合い（5月14日）: トーマス・マクドノーが指揮したアメリカ海軍戦隊がカッシン砦からの支援を受け、バーモント州バージェンスの造船所を攻撃しようとローワー・カナダのアイルオノワを出港してきたイギリス海軍の部隊を破った
- ニューヨーク州サンディクリークでの小競り合い（5月30日）: オンタリオ湖南岸でオスウィーゴとサケッツ港の間を哨戒していたイギリス艦船7隻（陸兵も乗せていた）をアメリカ軍が待ち伏せした。川を遡ろうとしていたアメリカの船をイギリス戦隊が追うようにアメリカ軍が仕掛け、岸から攻撃を仕掛けた
- ローワー・カナダのオーデルタウンでの2回目の小競り合い（6月28日）: この年春から夏に掛けて、ニューヨーク州とローワー・カナダの国境で起きた、一連の決着の付かない小競り合いの1つ
- プレボストのシャンプレーン湖方面作戦（8月30日-9月12日）: ナポレオン・ボナパルトの退位後、ヨーロッパから北アメリカに送られた正規兵の援軍を得たイギリス軍が、リシュリュー川からシャンプレーン湖を通ってアメリカ合衆国への侵略を試みた作戦。この戦いでアメリカ軍が勝利し、戦争を終わらせるためのガンでの交渉に重大な影響を与えた。アメリカはシャンプレーン湖に対する排他的な権利を主張し、五大湖に対するイギリスの排他的権利を否定できた

- ニューヨーク州プラッツバーグでの戦い（9月11日）: シャンプレーン湖で、トーマス・マクドノーの戦隊がアレクサンダー・マコーム准将の陸軍に支援され、イギリス軍ジョージ・プレボストの3個師団に支援されたジョージ・ダウニー海軍大佐の戦隊を決定的に破った。イギリスによるアメリカ侵略を終わらせた

#### メキシコ湾岸
- キャレビークリークの戦い - キャンプディファイアンスの戦いとも呼ばれる - （1月27日）
- ホースシュー・ベンドの戦い（3月27日）: 、アラバマ州ウェタンプカ近くで、レッド・スティックスという名前で知られたクリーク族インディアンの一派と、アメリカ軍および同盟インディアンの連合軍との間で戦われた戦闘。アンドリュー・ジャクソンの指揮したアメリカ・インディアン連合軍が決定的な勝利を奪い、レッド・スティックスを壊滅させた結果、クリーク戦争を終結に向かわせることになった。
- コクランのメキシコ湾岸方面作戦（1814年5月-1815年2月）: アメリカ合衆国南岸沖でのイギリス海軍の作戦行動。イギリスと同盟しアメリカに対抗するクリーク族インディアンを支援する意図があった。クリーク族は後にイギリス軍がモービルやニューオーリンズを攻撃するときに支援した
- イーマックフォーとエノタチョポクリークの戦い（6月22日）
- スペイン領西フロリダのボイヤー砦に対する攻撃（9月15日）: モービル湾口に近い半島先端の砦ボイヤー砦に対し、ペンサコーラからイギリスのスループ艦2隻とイギリス海兵隊の分遣隊が攻撃して占領を目指したが失敗した
- スペイン領フロリダのペンサコーラの占領（11月7日）: アンドリュー・ジャクソン少将が率いたアメリカ軍が、スペインの保持するペンサコーラにあり、モービルに脅威を与えていたイギリス軍基地を排除した
- ルイジアナ州ボーン湖の戦い（12月14日）: ニューオーリンズのすぐ東にあるボーン湖での戦闘。アメリカ海軍戦隊と、アレクサンダー・コクランの艦隊からのイギリス海軍戦隊が対戦した。イギリス軍が優位に戦いを進め、ニューオーリンズ市に近い地点での上陸を可能にした
- ルイジアナ州ビレレ・プランテーションでの戦闘（12月23日）: ニューオーリンズの戦いの幕開き。ニューオーリンズの下流約7マイル (11 km) のミシシッピ川東岸にあるジャック・ビレレ少将のプランテーションに宿営していたイギリス軍前衛をアメリカ軍が急襲した
- ルイジアナ州ニューオーリンズでイギリス軍による威嚇偵察（12月28日）: ニューオーリンズの下流約4マイル (6 km)  に構築したアンドリュー・ジャクソン少将の防御線を、イギリス軍が偵察した

#### アメリカ合衆国西部
- イリノイ準州プレーリーデュシェンの占領（6月2日）: 五大湖とミシシッピ川の水系を繋ぐ水路であるウィンコンシン川の合流点にあった毛皮交易拠点を、アメリカ軍が先制攻撃して占領した。この場所はミシシッピ川下流にイギリス軍が侵略するとすれば、その有効な拠点になる可能性があった。アメリカ軍は町の占領後にシェルビー砦を築いた
- イリノイ準州シェルビー砦の包囲（7月17日-20日）: イギリス軍がアメリカ軍の造った砦を占領した。これでプレーリーデュシェンを通る魅力的な毛皮交易をアメリカ軍に妨害されないようにした
- ミズーリ準州ロックアイランド早瀬での最初の小競り合い（7月21日）: イギリスと同盟するソーク族インディアン戦士の1隊による攻撃。ミシシッピ川を遡ってシェルビー砦に物資を運んでいたアメリカの船舶5隻を後退させた。ロックアイランド早瀬での戦闘は、米英戦争の中で最も西で起こった戦闘になった
- ミズーリ準州ロックアイランド早瀬での2回目の小競り合い（9月5日）: 現在のイリノイ州北西部、ソーケナクでソーク族とフォックス族インディアンの村と作物を破壊しようと、ミシシッピ川を遡ったアメリカ軍遠征隊が、1,000人を超えるインディアンに攻撃され、下流に撤退した

#### 海戦
- USSコンスティチューション対HMSピクトー（2月14日）:  バルバドスとスリナムの間の海域で、アメリカ海軍のフリゲート艦USSコンスティチューションがイギリス海軍のスクーナーピクトーを捕獲し沈没させた
- USSエセックス対HMSフィービーとHMS ケルビム（3月28日）: イギリス海軍のフリゲート艦フィービーとスループ艦ケルビムの2隻による、アメリカ海軍フリゲート艦エセックスの捕獲。エセックスは長射程での砲撃戦でかなりの損傷を受けた後、中立港であるチリのバルパライソから逃げ出そうとしたところを捕獲された
- USSフロリック対HMSオルフェウスとHMSシェルバーン（4月20日）: キューバ海岸沖で、アメリカ海軍スループ艦フロリックを、イギリス海軍フリゲート艦オルフェウスとスループ艦シェルバーンが6時間追跡した後に捕獲。イギリス海軍はフロリックをフロリダと改名し就役させた
- USSピーコック対HMSイーパービア（4月29日） : フロリダ州ケープ・カナベラル沖で、アメリカ海軍スループ艦ピーコックがイギリス海軍のブリッグ・スループ艦イーパービアと45分間交戦した後に捕獲した
- USSラトルスネーク対HMSレアンダー（6月22日）: ノバスコシア沖のセイブル島近くで、イギリス海軍の大砲50門搭載4等級艦レアンダーが、アメリカ海軍ブリッグ艦ラトルスネークを捕獲。ラトルスネークはレアンダーの追跡を逃れるために多くの大砲を海中に投棄したが、最後に残った2門も投棄した後に捕まった
- USSワスプ対HMSレインディア（6月28日）: イギリス海峡入口で起こった海戦。アメリカ海軍スループ艦ワスプが、イギリス海軍スループ艦レンディアを捕獲し破壊した
- USSサイレン対HMSメドウェイ（7月12日）: 南アフリカ沖で、イギリス海軍大砲74門搭載3等級艦メドウェイが、アメリカ海軍ブリッグ・スループ艦サイレンを11時間追跡し捕獲した
- USSワスプ対HMSエイボン（9月1日） (September 1, 1814): イングランド海岸沖での海戦。アメリカ海軍スループ艦ワスプが、イギリス海軍スループ艦エイボンを破ったが、戦利品として確保する前に他のイギリス艦船が到着した。しかし、エイボンは援軍に確保される前に沈んだ

### 1815年

#### メキシコ湾岸

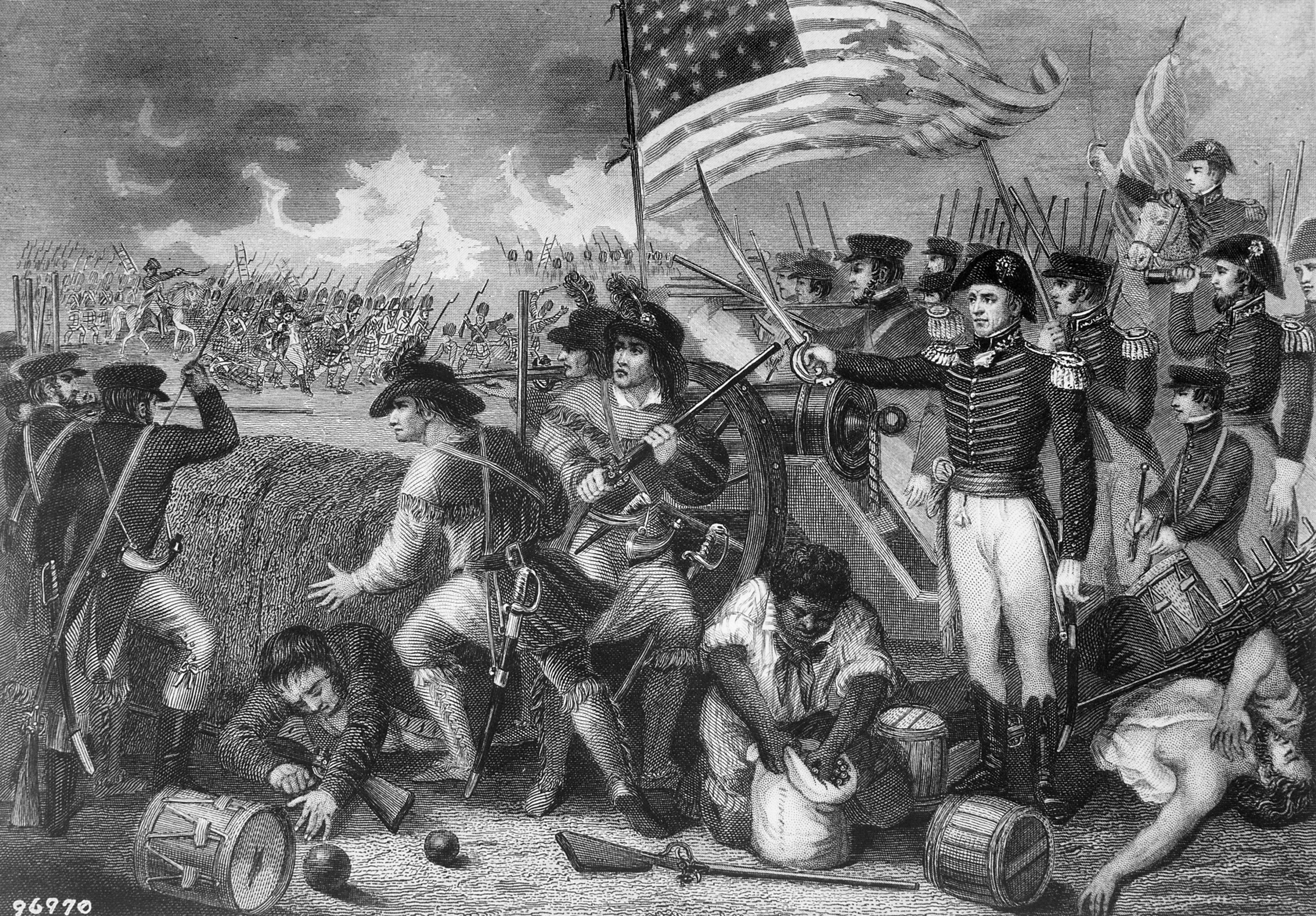
ニューオーリンズの戦い

- カンバーランド島方面作戦（1月-3月）: コクランのメキシコ湾岸方面作戦（1814年5月-1815年2月）に対するアメリカ合衆国南東海岸での陽動作戦。ニューオーリンズ攻撃に向かうイギリス陸軍との合流の可能性があった。ジョージ・コックバーン海軍少将の指揮したイギリス海軍は、ジョージア州とフロリダ州の間にあるセントメアリーズ川河口にあるカンバーランド島を占領し、川の南岸の砦を捕獲し、1月にセントメアリーズの町を占領した。ジョージア州サバンナ、サウスカロライナ州チャールストンを攻撃する作戦は実現されなかったが、イギリス海軍は南部海岸のこの2都市と周辺部を実質的に封鎖した。コックバーンは1814年12月24日に調印されたガン条約のことを知らされて居らず、1815年2月27日になって初めて知らされ、3月18日に島を離れた
- ルイジアナ州ニューオーリンズでの砲撃戦（1月1日）: イギリス軍は4つの砲台、艦船の重砲、および1つのロケット砲台を使い、アメリカ軍はアンドリュー・ジャクソン将軍の防衛戦にあった7つの砲台を使って、3時間の砲撃戦が交わされた。イギリス軍はその砲撃では胸壁を破れないとわかり、砲撃を中断した
- ルイジアナ州ニューオーリンズ対する最終攻撃（1月8日）: 米英戦争では最大のアメリカ軍勝利。イギリス軍が2,000人以上の損失（戦死、負傷、捕虜）を出したのに対し、アメリカ軍の損失は50名に満たなかった。
- ルイジアナ州セントフィリップ砦への砲撃（1月9日-18日）: ニューオーリンズにいるイギリス陸軍に物資を届けるためには障害となっていたミシシッピ川河口から上流に約30マイル (48 km) にあったセントフィリップ砦を、イギリス軍が排除しようとしたが失敗した
- スペイン領西フロリダのボイヤー砦占領（2月12日）: メキシコ湾岸では最後の戦闘。イギリス軍はニューオーリンズからの撤退中に、モービル湾に近いドーフィン島に上陸し、近くのボイヤー砦を奪い返した。ガン条約調印の報に接して撤収した

#### アメリカ合衆国西部
- ミズーリ準州シンクホールでの戦闘（5月24日）: 米英戦争では最後の陸上戦闘。セントルイスから上流数マイルのキュイバー川河口近くで、ミズーリ・レンジャーズと、ブラックホークが率いるソーク族インディアン戦士が戦った

#### 海戦
- USSプレジデント対HMSマジェスティック戦隊（1月15日）: アメリカ海軍フリゲート艦プレジデントがニューヨーク市のイギリス海軍による海上封鎖を破った後で捕獲された。イギリス海軍の封鎖戦隊艦船エンディミオン、ポモーン、テネドスと交戦し、損傷を受けたあとで降伏した
- USSコンスティチューション対HMSサイアンとHMSレバント（2月20日）: マデイラの北東約200マイル (320 km) の海域で、アメリカ海軍フリゲート艦コンスティチューションが、イギリス海軍6等級艦サイアンとレバントと交戦し、これらを捕獲した。レバントは後にイギリス海軍のフリゲート艦レアンダーに奪い返された
- HMSセントローレンス対アメリカの私掠船シャスール: ガン条約調印の報せを持ってメキシコ湾岸のイギリス軍に伝えようとしていたイギリス海軍のスクーナー艦セントローレンスが、アメリカの私掠船シャスールに捕獲された
- HMSレバントの追跡と捕獲（3月11日）: この数週間前にアメリカ海軍フリゲート艦コンスティチューションに捕獲されていたサイアンとレバントのうち、レバントをジョージ・コリアー海軍大佐の指揮するイギリス海軍戦隊が追跡して捕獲した。レバントはカーボベルデ諸島のプライア港から、コンスティチューションが2隻の捕獲船を逃がそうとした時に捕獲された
- USSホーネット対HMSペンギン（3月23日）: トリスタン・デ・クンハ近くの海戦で、アメリカ海軍スループ艦ホーネットが、イギリス海軍スループ艦ペンギンを捕獲した
- USSピーコック対HMSノーティラス（6月30日）: 米英戦争では最後の海戦。ジャワ島沖スンダ海峡で、アメリカ海軍スループ艦ピーコックが、イギリス海軍ブリッグ艦ノーティラスを砲撃して損傷を与えた。イギリス艦の艦長チャールズ・ボイス海軍大尉は、アメリカ艦の艦長に、1814年12月24日に調印されたガン条約で戦争が終わったことを伝えたが、それでもアメリカ艦は発砲した